# Via Clòdia Nova
La via Clòdia Nova o Clodia Secunda era una via romana construïda pel cònsol Marc Claudi Marcel l'any 155 aC que s'iniciava a Lucca, remuntava la vall pel marge dret del riu Serchio, travessava la comarca de la Garfagnana fins al municipi de Piazza al Serchio i després seguia en direcció nord cap a Luni, passant el coll de Tea (955 m) i travessava Fosdinovo per ajuntar-se amb la via Càssia, Luni i el port. La via resseguia durant la part més llarga del seu traçat, la riba del riu Serchio. Es troba indicada a la Taula de Peutinger.
La via Clòdia Nova s'ha de diferenciar de la Via Clòdia que datava de l'any 225 aC i que unia Roma amb Rusel·les, i era una carretera d'intersecció entre la Via Càssia i la Via Aurèlia.